# ブリーム
ブリーム（欧鯿、鯽、学名：Abramis brama、英名：carp breamもしくはbream）は、コイ科に属する魚類の一種。ヨーロッパの河川や湖沼、用水路に広く分布する淡水魚で、漁獲対象種でもある。

## 分布
ブリームは欧州の淡水域で一般的な種類で、その自然分布はアルプス・ピレネー山脈以北およびバルカン半島にかけて広がる。アイルランドやイベリア半島・イタリアにも移植されているほか、黒海・カスピ海・アラル海周辺などアジア地域にも生息している。

## 形態

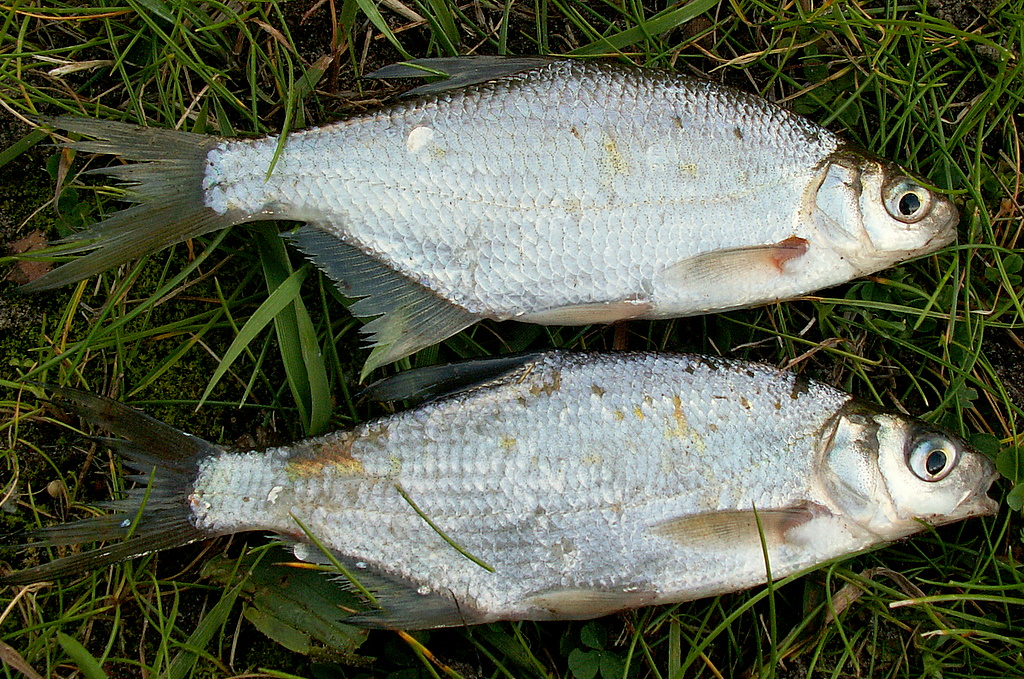
ブリーム（下）とシルバーブリーム。特に若魚の時点では区別が難しい

ブリームは30-55 cm程度に成長し、最大では75 cm、重量は2-4 kgほどになる。体は左右に平たく側扁し、体高は高く、口はやや下向きにつく。体色は銀灰色だが、澄んだ水域に住む老成魚は銅色になることもある。鰭は着色せず、灰から黒色。
本種と非常によく似た魚類として、シルバーブリーム（Blicca bjoerkna）が挙げられる。確実な鑑別方法は背鰭の第1鰭条から側線にかけての鱗の枚数（横列鱗数）を数えることで、ブリームは11枚以上、シルバーブリームは10枚以下である。シルバーブリームの成魚は胸鰭の基部が赤くなることも、鑑別点の一つである。他のコイ科魚類と同様に、ブリームは、ローチなどの他種と容易に交雑する。

## 生態

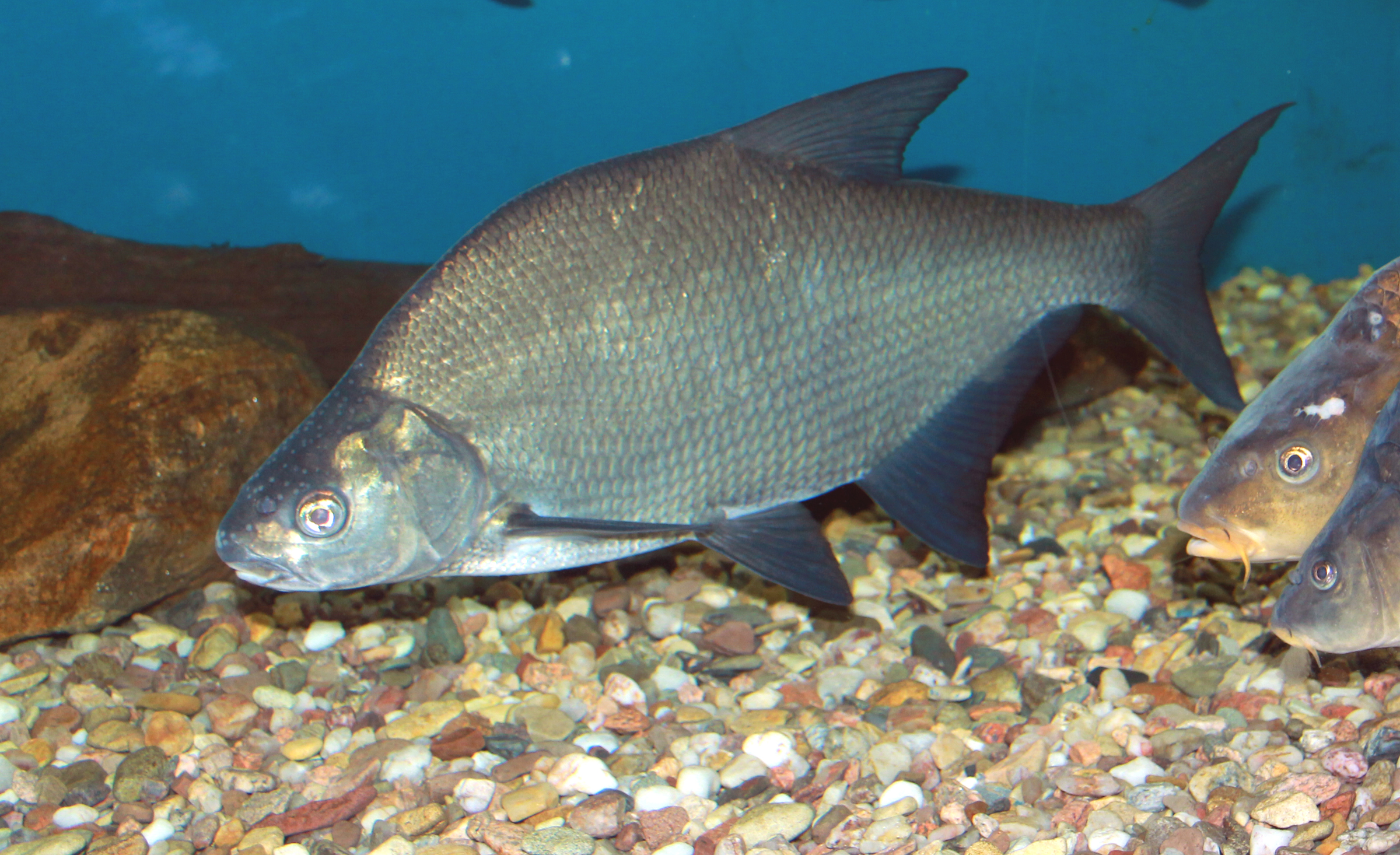
プラハで展示される成体

ブリームは一般に河川の下流域や、藻類と泥底に富む湖沼に生息する。汽水域に進出することもある。

### 食性

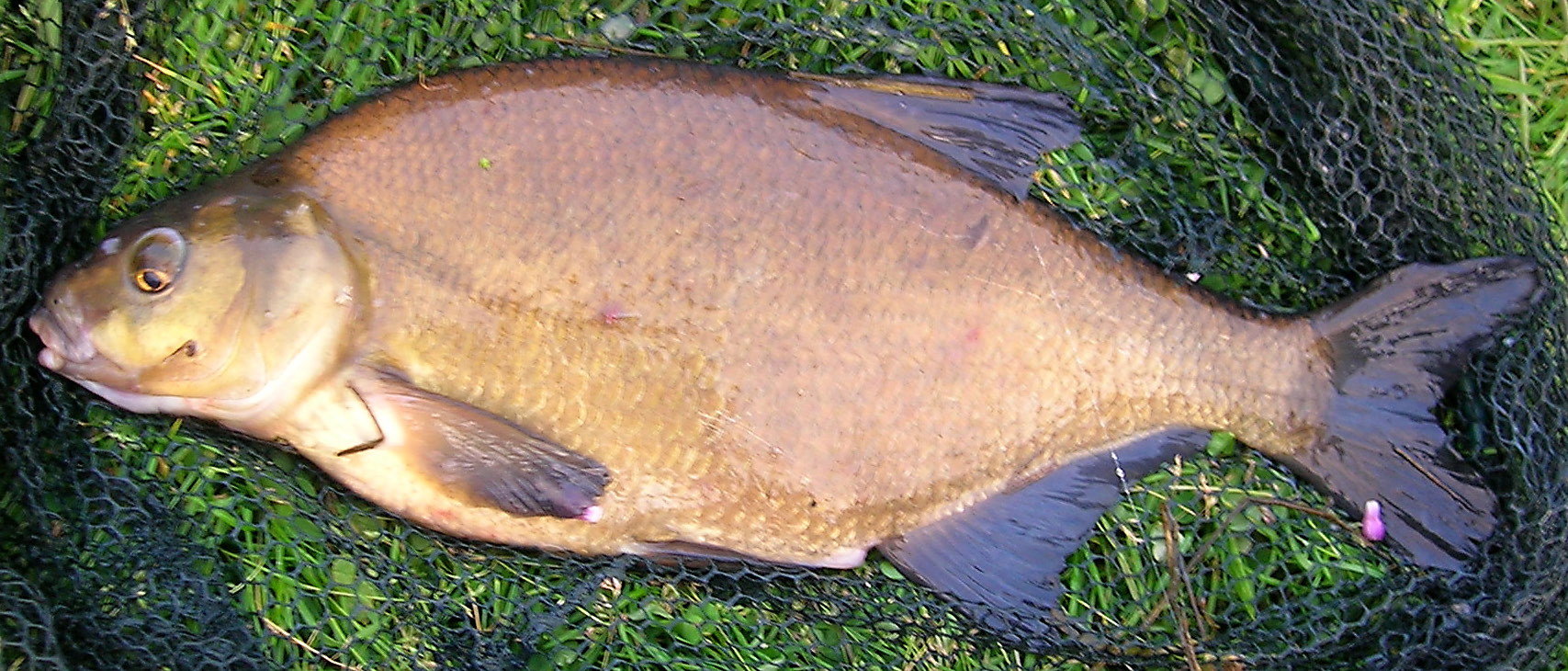
成熟した銅色のブリーム（オランダ産）

底部で群れを作って生活する。夜間に岸辺で餌を探し、澄んだ水域の砂底には摂餌の痕跡を見出すことができる。顎を突き出して水底を掘り、ユスリカの幼虫・イトミミズ・貝類などを捕食するほか、水草やプランクトンも餌としている。

### 繁殖
ブリームの繁殖期は4-6月、水温17℃付近の時期が多い。雄は縄張りを形成するようになり、雌は10-30万個の卵を水生植物に産みつける。3-12日で孵化した仔魚は、卵黄嚢を吸収するまで水草に張り付いて過ごす。
稚魚は成魚とは異なり細身だが、側扁した体と銀色の体色をもつ。この段階では浮遊性だが、2-3ヶ月後には成魚に近い体型となり、底部で生活するようになる。性成熟には3-4年を要する。